# Хилл, Кристофер
Джон Эдвард Кристофер Хилл (англ. John Edward Christopher Hill; 6 февраля 1912, Йорк, Норт-Йоркшир — 23 февраля 2003, Оксфордшир, Юго-Восточная Англия) — британский историк-марксист, специалист по Английской революции XVII века.

## Биография
Родился в графстве Йоркшир в семье Эдварда Гарольда (Edward Harold) и Джэнет Августы (Janet Augusta). Хиллы являлись типичными представителями преуспевающего среднего класса. Его отец, адвокат, был также известным методистом. Внешне Кристофер больше походил на мать. Но, в отличие от миссис Хилл, очень оживленной, разговорчивой и милой, Кристофер имел спокойный нрав. Хилл учился в школе св. Петра. Во время учёбы в школе представители Баллиол-колледжа Оксфордского университета обратили внимание на способности Хилла и пригласили его на учёбу.
Перед началом обучения в университете в 1931 году Хилл долгое время находился в Германии, во Фрайбурге, где стал очевидцем пути нацистской партии к власти. Позже он вспоминал, что эти события впоследствии способствовали его радикализации. В Оксфорде он становится победителем ряда престижных конкурсов.
Во время учёбы Хилл становится убеждённым марксистом и вступает в Коммунистическую партию Великобритании. В 1935 году Хилл совершает длительное десятимесячное путешествие в СССР, где осваивает русский язык и изучает советскую историческую науку, особенно что касается Британии.
После возвращении становится преподавателем в Кардиффском университете и тщетно пытается записаться в интербригаду во время Гражданской войны в Испании. Ему отказывают, но он находит другую форму солидарности с Испанией — помощь баскским беженцам от войны. Спустя два года в Кардиффе вернулся в Баллиол-колледж в 1938 году в качестве штатного сотрудника и учебного ассистента.
После начала Второй мировой войны Хилл поступил рядовым на службу в армию. В 1940 году он получает звание офицера лёгкой пехоты. Позже (в октябре 1941 года) его переводят в военную разведку, а с 1943 года — в Форин-офис, поскольку его знание русского языка и жизни в СССР оказалось востребовано. Во время работы в Форин-Офисе он под псевдонимом К. Е. Холм (перевод его фамилии на русский язык) написал работу «Два Содружества», в которой сравнивал Великобританию и СССР. Во время войны Хилл не оставляет и научной деятельности: в это время он публикует серию статей, посвящённых вопросам английской истории XVII века.
После войны вновь стал преподавать в Оксфорде (в 1949 году подавался на председателя исторической кафедры нового Килского университета, но его кандидатуру отвергли из-за членства в компартии).
В 1946 году Хилл и ряд других историков-марксистов создают Группу историков Коммунистической партии Великобритании. В 1952 году Хилл и его товарищи (Эрик Хобсбаум, Э. П. Томпсон, Родни Хилтон, Дона Торр и другие) выступили соучредителями журнала «Past & Present», специализировавшегося на социальной истории. Во время визита в СССР в составе делегации британских учёных в 1955 году безуспешно искал встречи с Борисом Пастернаком, чтобы передать ему посылку от оставшихся в эмиграции сестёр.
Однако после советской интервенции в Венгрию в 1956 году Хилл, как и большинство его коллег по Группе историков, выходит из партии в знак протеста; вначале он колебался, но покинул Компартию Великобритании в начале 1957 года после осуждения ей одного из его докладов. Как и Э. П. Томпсон, перешёл с позиций марксизма-ленинизма советского образца к марксистскому гуманизму. Вместе со своими единомышленниками стал одним из основоположников «новой социальной истории» и «истории снизу».
После 1956 года научная карьера Хилла продолжает развиваться. Его исследования по английской истории XVII века широко известны и признаны научным сообществом. Эти работы основываются на опубликованных источниках, доступных в Бодлианской библиотеке, и на исторических исследованиях — в больше степени, чем на архивных документах. В 1965 году Хилл был избран руководителем Баллиол-колледжа, он занимал этот пост до выхода в отставку в 1978 году. На это время пришлись студенческие волнения под лозунгами «новых левых», близких Хиллу; в качестве ректора он проявил себя как руководитель, способный сгладить противостояние между студентами и администрацией колледжа.
После Баллиол-колледжа ещё преподавал в Открытом университете. Под конец жизни страдал от прогрессирующей болезни Альцгеймера. Кристофер Хилл умер в 2003 году в доме престарелых от церебральной атрофии.

## Семья
Он был дважды женат и имел четырёх детей. Его первой женой в 1944—1954 годах была Инес Во (урожденная Бартлетт); их дочь Фанни утонула во время отдыха в Испании в 1986 году. Его второй женой со 2 января 1956 года и до смерти была Бриджит Айрин Мэйсон (урожденная Саттон), товарищ по партии и ремеслу (коммунистка и историк). Их первая дочь Кэйт погибла в автомобильной аварии в 1957 году; затем у них было ещё двое детей: Эндрю (1958 года рождения) и Дина (1960 года рождения).

## Творчество
В центре научных интересов Хилла — Английская революция, рассматриваемая с позиций классового подхода. Первая книга Хилла — «Английская революция 1640 года» — вышла в свет в 1940 году (к 300-летию описываемых событий) и впоследствии неоднократно переиздавалась (в 1949, 1955, 1959, 1966, 1968, 1987 гг.). Книга переведена на русский (опубликована в 1947 году), немецкий, итальянский, японский, польский, словацкий и другие языки. Несмотря на длительное обучение в СССР, в ней Хилл, находившийся под влиянием советского историка Е. А. Косминского, «сумел оградить свой язык от сталинистского стиля».
В этой работе Хилл вступает в полемику с классической либеральной историографией, считавшей гражданскую войну в Англии не более чем борьбой за конституционную и религиозную свободу. С точки зрения Хилла, это была политическая и социальная революция, «великое социальное движение, как Французская революция 1789 года»; «война классов» — между деспотическим королём, представляющим реакционные силы землевладельцев и церкви, и парламентом, в котором заседали выходцы из торгового и производственного городских классов, йомены и «прогрессивные джентри» из сельских областей. В результате этой классовой борьбы «старый порядок, по существу феодальный, был насильственно разрушен, и на его месте был создан капиталистический социальный порядок». Это утверждение вступило в противоречие не только с буржуазными историками, но и теми марксистами, которые относили возникновение английского капитализма к XVI веку. Начавшаяся дискуссия в Группе историков КПВ окончилась принятием в 1948 году интерпретации Английской революции, бывшей вариантом хилловской — как буржуазной революции, приведшей к смене феодального строя капиталистическим.
Позднейшие работы Хилла уделяют больше внимания вопросам уже не базиса, а надстройки. Так, в «Интеллектуальных истоках Английской революции» показано социально-экономическое функционирование научных, правовых и исторических идей, повлиявших на становление революции, и обратную связь (например, как революция и её идеологическое знамя, протестантский пуританизм в религии, сказались на развитии английской науки).
Опубликованную в 1972 год монографию «Мир, перевернутый вверх дном» («Мир вверх тормашками») часто называют лучшей в творческом наследии Хилла. В ней события середины XVII века в Англии рассматриваются уже не лишь как успешная буржуазная революция, но и как провалившаяся революция демократическая — неудавшаяся попытка трудящихся масс выйти из-под буржуазного господства. Он рассматривает уже не всю буржуазную революцию, а «восстание внутри революции» — деятельность радикальных сект вроде диггеров и рантеров, предвосхитивших социалистические и либертарные идеи, но опередивших своё время. Автор также описывает, как под прикрытием религиозного языка различные группы продвигали собственные политические программы: левеллеры и квакеры — политическое равенство, диггеры — уравнительный коммунизм, а далёкие от политических и экономических вопросов рантеры — по-своему революционное учение о свободе и любви («отрицательная реакция на нарождающийся капитализм, призыв к человеческому братству, свободе и единству против разделяющих сил суровой этики»). При этом он подчёркивает, что утраченная традиция этих сект может быть полезна в современном обществе в социалистической практике — если не в Англии, то в странах «Третьего мира».
В своей поздней книге «Английская Библия и революция XVII века» задаётся вопросом, стала ли Библия в английском переводе для Английской революции «тем, чем Жан-Жак Руссо стал для Французской революции, а Карл Маркс — для Русской революции». Всего написал более 150 работ в жанре научной статьи. Помимо исторических трудов о XVII веке, писал на актуально-политические и теоретико-марксистские темы. После войны закончил работу над капитальным трудом «Ленин и русская революция».

## Избранные труды
- Английская революция, 1640 (1940).
  - Английская революция. — М.: Издательство иностранной литературы, 1947. — 184 с. (В библиотеке журнала «Скепсис»)
- Ленин и русская революция (1947).
- Пуританизм и революции: исследование английской революции 17 века (1958).
- Столетие революции: 1603—1714 (1961).
- Общество и пуританизм в предреволюционной Англии (1964).
- Интеллектуальные истоки Английской революции (1965).
- От реформации к промышленной революции: социальная и экономическая история Британии в 1530—1780 гг. (1967).
- Английская Библия и революция XVII в. — М.: ИВИ РАН, 1998. — 490 с.